# Peachia quinquecapitata
Bản mẫu:Tiê đề nghiêng

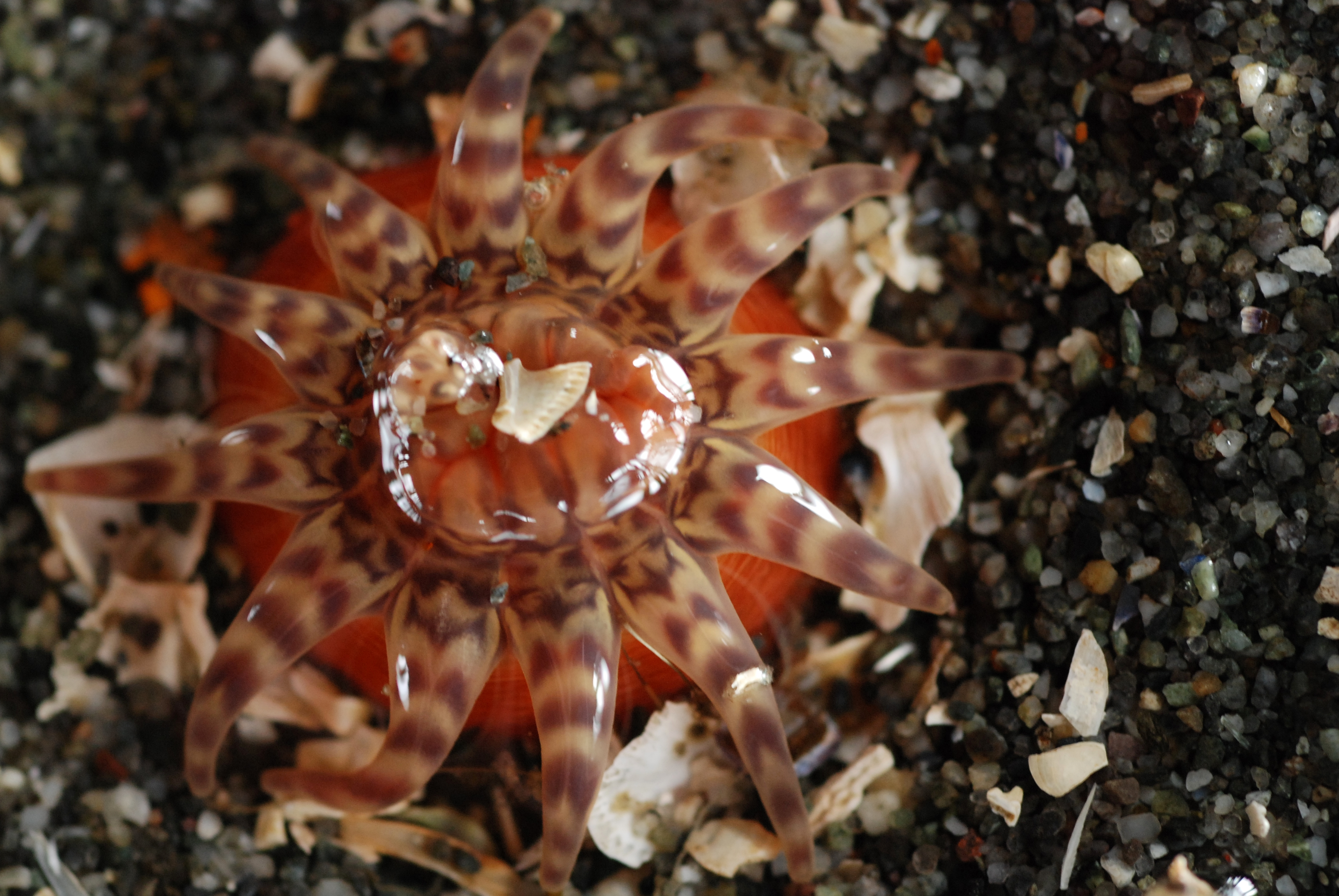
Hình ảnh của Peachia quinquecapitata.

Peachia quinquecapitata là tên của một loài thuộc bộ Hải quỳ nằm trong họ Haloclavidae. Người ta phát hiện ra chúng ở vùng Tây Bắc Thái Bình Dương.

## Mô tả
Loài này chỉ sống bên dưới cát và đưa ra 12 xúc tu lên khỏi bề mặt. Phần đầu của nó có miệng ở giữa và có màu đỏ. Những cái xúc tu của nó thì trong suốt, có những dải màu vàng sẫm và nâu đen hình chữ V xen kẽ nhau.

## Phân bố
Người ta thấy rằng chúng sống ở những vùng nước nông của Tây Bắc Thái Bình Dương thuộc Mỹ, bao gồm cả eo biển Puget.

## Chu kỳ sống
Chu kỳ sống của loài sinh vật này được các nhà khoa học nghiên cứu tại phòng thí nghiệm. Khi loài sứa Phialidium gregarium (nay được đổi tên thành Clytia gregaria) ăn ấu trùng của loài này vào bụng thì ấu trùng vẫn tiếp tục phát triển. Ban đầu ấu trùng ăn thức ăn bên trong dạ dày nhưng sau đó 11 ngày thì chúng bắt đầu ăn tuyến sinh dục của vật chủ và rồi đi đến những mô khác. Trong vòng 2 ngày, nó sẽ tiêu thụ hoàn toàn tuyến sinh dục của loài sứa này. Đến ngày thứ ba thì chúng phát triển thành con non. Khi ấy chúng sẽ tách ra khỏi vật chủ và chìm xuống đáy biển để bắt đầu sống độc lập. Việc ký sinh này gây hại đến vật chủ nhưng lại có lợi với loài động vật này. Vì khi ấy ấu trùng có thể phát triển an toàn mà không bị kẻ thù ăn phải và có thể phân tán rộng hơn. Vào mùa xuân tại thị trấn Friday Harbor, Washington, tỷ lệ bị nhiễm kí sinh của loài sứa Clytia gregaria lên đến 62%.